# Olho-falso
Falso-tódi-de-peito-cinzento ou olho-falso (Hemitriccus diops) é uma espécie de ave da família Tyrannidae.
Pode ser encontrada na Argentina, no Brasil e no Paraguai.
Os seus habitats naturais são: florestas subtropicais ou tropicais húmidas de baixa altitude e regiões subtropicais ou tropicais húmidas de alta altitude.